# تهی‌دندان
تهی‌دندان (نام علمی: Coelodonta) نام یک سرده از تیره کرگدن است.